# Tschagytai
Der Tschagytai (russisch Чагытай oder Джагытай-Куль/Dschagytai-Kul, tuwinisch Чагытай хөл/Tschagytai Chöl, auch Chagytay oder Dzhagytay Kul' transkribiert) ist ein See in der autonomen Republik Tuwa in Russland. Der See befindet sich im Koschuun (Rajons) Tandinski, etwa 22 Kilometer südöstlich des Verwaltungszentrums Bai-Chaak. Er ist der tiefste und größte Süßwassersee des Tuwinischen Beckens.